# Pietro Calò
Pietro Calò (Chioggia, metà XIII secolo – Cividale, 11 dicembre 1348) è stato un religioso italiano appartenente all'Ordine dei frati predicatori.
Attivo principalmente a Padova, svolse attività di notaio, sermonista, giudice e agiografo. La sua opera maggiore è il Legendarium, un’ampia raccolta di vite di santi.

## Biografia
Pietro Calò sembra essere nato a Chioggia (Clugia), in Veneto, nella seconda metà del XIII secolo. Il cognomen “Calò” deriva dal colophon del manoscritto veneziano del Legendarium ed è attestato da Antonino da Firenze seppure come “scalo”; il padre è stato identificato con un certo Christophoro Callo. Pietro divenne domenicano in data imprecisata ed è indicato al convento di Sant’Agostino di Padova nel 1299; fu poi a capo del convento di Treviso quando nel 1307 venne mandato al convento di Ferrara come lettore. Marangon, consultando gli archivi del convento dei frati predicatori di Padova, lo identifica con un certo frater Petrus ordinis praedicatorum, lo indica inoltre tra i frati “notai”. Calò venne nominato priore del convento di Padova nel 1317 e rinominato anche il 22 luglio 1319 e il 2 aprile 1327. Nel 1328 fu eletto priore del convento dei santissimi Giovanni e Paolo di Venezia. Da alcune notizie rinvenibili su alcuni manoscritti che riportano la sua opera maggiore, il Legendarium, sappiamo che visse oltre il 1330 e che nel 1342 fece un viaggio a Cipro per vedere la salma di Sant’Ilarione grazie all’interessamento del re. La notizia secondo cui Pietro Calò venne nominato vescovo di Chioggia nel 1346 e successivamente di Concordia nel 1348 smentita da Kappaeli. Secondo un necrologio del convento di San Domenico a Cividale Petrus Calo de Clugia morì l’11 dicembre del 1348.

## Opere
Il Legendarium o Legendae de tempore e Legendae de sanctis è l’opera principale di Pietro Calò ed è un “legg abb”, ossia un leggendario nel quale l’autore mirava a riassumere tutte le legendae conosciute, aggiornarle e aggiungerne di nuove; tra il XIV e il XV sec. questo obiettivo venne perseguito da molti autori veneti. Molti studiosi ritengono che nell’opera di Pietro Calò sia rinvenibile un metodo di lavoro critico. Non esiste nessuna edizione critica delle sue opere e solo alcune vite di santi sono state pubblicate; al contempo non esistono studi approfonditi sul metodo di lavoro del nostro autore. Marangon però, commentando un passo del Legendarium in cui Calò riporta una lettera di Tommaso D’Aquino, "ad fratrem Baxianum lectorem Venetum", deduce da alcune osservazioni del nostro l’intento di rivalutare l’importanza della ragione per l’uomo e della scienza per la natura.
Tre sono i manoscritti principali che riportano il Legendarium secondo Poncelet: Città del Vaticano, Biblioteca Apostolica Vaticana, Barb. lat. 713; Venezia, Biblioteca Nazionale Marciana, lat. IX. 15; York, Minster Library XVI.G.23. Il Vaticano è composto da due volumi e risulta finito prima del 1340, quando morì il cardinale Matteo Orsini cui apparteneva secondo il testamento. Passò poi alla biblioteca di S.Maria sopra Minerva di Roma. Il manoscritto di York è del XV sec. ed è incompleto. Il Marciano è composto da 6 volumi e riporta l’opera completa seppure risulta talvolta scorretto. Doveva esistere un manoscritto nella Biblioteca di San Domenico di Bologna di cui dava notizia Leandro Alberti nel XVI sec., ma risultava già smarrito nel XVII sec., e venne cercato invano da Quetif e Enchard. Si deve aggiungere un altro manoscritto perduto secondo Kappaeli: i 4 volumi di Legendae sanctorum di Calò segnati nell’inventario della biblioteca di Sant’Eustorgio di Milano del 1494. Recentemente è stato scoperto un quarto manoscritto che riporta una parte del Legendarium corrispondente al terzo e quarto libro del Marciano (25 gennaio - 17 marzo e 29 aprile - 31 luglio): L’Eton College 99, manoscritto del XIV o XV secolo, di provenienza francese. Il Legendarium è quindi composto da 863 notizie biografiche di santi, di cui le prime 856 sono riportate da tutti e tre i manoscritti indicati da Poncelet mentre le ultime sette appaiono nel solo Marciano. Probabilmente tutte le vite di santi sono opera di Calò. Il viaggio a Cipro del 1342 per visitare la tomba di Sant’Ilarione (vita riportata nelle ultime sette presenti nel solo manoscritto Marciano dopo l’explicit) suggerisce che dopo il 1340, anno in cui il manoscritto Vaticano era già in mano al cardinal Orsini, Calò stesse ancora lavorando sulla propria opera.
La Gennaro indica tra le possibili fonti usate da Pietro: Vincenzo di Beauvais, Jacopo da Varazze, Bartolomeo da Trento, fonti storiche come il Mitrale di Sicardo vescovo di Cremona e le cronache di Martino da Troppau. Inoltre sembra che Calò abbia svolto un incessante lavoro di ricerca autonoma di agiografie.
Il Kappaeli attribuisce a Pietro Calò anche altre due opere: i Sermones de sacra comunione e la Tabula sup. Speculum hist. Belvacen. Tabula sup Vitas patrum. Entrambe le opere erano riportate da manoscritti di Forlì oggi perduti.
Inoltre Marangon riporta che a Calò sono stati attribuiti dei versi per il parto di una leonessa. Aggiunge che si tratta di versi cattivi, seppure la spiritualità dell’autore sembra essere sincera: tra gli obiettivi polemici vi è infatti un frate fabrilis artis, ubriacone e vizioso, mal sopportato.